# 真木太郎
真木 太郎（まき たろう、1955年5月23日 - ）は、 日本の映像プロデューサー、実業家。株式会社ジェンコ代表取締役。岐阜県高山市出身。脚本家の宮川一郎は実父。

## 略歴
早稲田大学法学部卒業。1977年に東北新社へ入社。洋画の買付や映画の製作・配給業務に従事するとともに、アニメ作品の製作にも携わる。1990年に株式会社パイオニアLDCに入社し、いくつものアニメ作品の製作を手掛ける。その経験を活かし、1997年に業界では当時珍しかった作品企画・プロデュース専門会社である株式会社ジェンコを設立。

## 人物
主にアニメーション作品を手掛け、100本以上のテレビアニメや劇場アニメの製作に携わる（2018年時点）。2017年にはプロデューサーに贈られる日本で唯一の賞である藤本賞を『この世界の片隅に』（第36回藤本賞・特別賞）で受賞。
資金調達が難航していた映画『この世界の片隅に』の制作プロデューサーを引き受けた際、当時まだ珍しかったクラウドファンディングに目を付けて、制作にこぎ着けた。しかし、「クラウドファンディングで制作費を調達した作品」と報道されることも多いが、それは間違いで、真木が集めたのは、パイロット・フィルムを作成するための資金である。クラウドファンディングを導入するにあたり、資金調達とパブリシティのどちらが重要かという判断に迫られた時にパブリシティを選んだ真木の判断は正しかった。当時真木が想定した戦略は、導入の目的をパブリシティと位置付けて、手法自体を話題にすることで出資企業を募り、製作委員会を組成するというものだった。真木のもくろみは当たり、映画へ出資や配給を申し出る企業が徐々に現れていった。

## 作品

### パイオニアLDC時代

#### 実写映画
- くれないものがたり（1992年、企画）
- 人間交差点 不良（1993年、製作）
- 人間交差点 雨（1993年、製作）
- 人間交差点 道（1993年、製作）
- ちぎれた愛の殺人（1993年、製作）
- あひるのうたがきこえてくるよ。（1993年、企画）
- 毎日が夏休み（1994年、共同プロデューサー）
- ソクラテス（1996年、共同プロデューサー）
- ポストマン・ブルース（1997年、共同プロデューサー）

#### オリジナルビデオ（実写）
- 巨乳ハンター（1990年、製作）

#### アニメ映画
- 機動警察パトレイバー the Movie（1989年、プロデューサー）
- 劇場版 天地無用! in LOVE（1996年、企画）
- 劇場版 天地無用! 真夏のイヴ（1997年、企画）
- とつぜん!ネコの国 バニパルウィット（1998年、共同プロデューサー）
- 劇場版 天地無用! in LOVE2 遙かなる想い（1999年、企画）

#### テレビアニメ
- 神秘の世界エルハザード（1995年、企画）
- 天地無用!（1995年、企画）
- 新・天地無用!（1997年、企画）

#### OVA
- ドラゴンクエスト ファンタジア・ビデオ（1988年、プロデューサー）
- アッセンブル・インサート（1989年、プロデューサー）
- グリーンレジェンド乱（1992年、製作）
- 機神兵団（1992年、製作）
- モルダイバー（1993年、製作）
- 真・孔雀王（1994年、プロデューサー）
- 幽幻怪社（1994年、企画）
- 神秘の世界エルハザード（1995年、企画）
- 天地無用! 魎皇鬼 第1期、第2期（1992 - 1995年、製作・企画）
- 楽勝!ハイパードール（1995年、企画）
- アミテージ・ザ・サード（1995年、企画）

### ジェンコ時代

#### アニメ映画
- 短編 あずまんが大王 THE ANIMATION（2001年、企画）
- 千年女優（2002年、プロデューサー）
- パルムの樹（2002年、プロデューサー）
- 東京ゴッドファーザーズ（2003年、プロデューサー）
- キノの旅 何かをするために -life goes on.-（2004年、企画）
- キノの旅 病気の国 -For You-（2007年、企画）
- 鉄人28号 白昼の残月（2007年、企画）
- この世界の片隅に（2016年、プロデューサー）

#### テレビアニメ
- バトルアスリーテス大運動会（1997年、企画）
- 時空転抄ナスカ（1998年、企画）
- スーパーミルクちゃん（1998年、企画プロデュース）
- serial experiments lain（1998年、エグゼグティブプロデューサー）
- スーパードール★リカちゃん（1998年、エグゼグティブプロデューサー）
- 異次元の世界エルハザード（1998年、企画）
- 宇宙海賊ミトの大冒険（1999年、企画）
- 宇宙海賊ミトの大冒険 2人の女王様（1999年、企画）
- ドッとKONIちゃん（2000年、企画）
- フィギュア17 つばさ&ヒカル（2001年、企画）
- 七人のナナ（2002年、企画）
- あずまんが大王（2002年、企画）
- キノの旅 -the Beautiful World-（2003年、企画）
- ななか6/17（2003年、企画）
- 光と水のダフネ -DAPHNE IN THE BRILLIANT BLUE-（2004年、企画）
- エルフェンリート（2004年、企画）
- DearS（2004年、企画）
- 鉄人28号（2004年、企画）
- 絶対少年（2005年、企画）
- ぺとぺとさん（2005年、企画）
- ハチミツとクローバー（2005年、製作）
- Project BLUE 地球SOS（2006年、企画）
- ハチミツとクローバーII（2006年、製作）
- のだめカンタービレ（2007年、製作）
- デルトラクエスト（2007年、企画）
- 獣神演武 -HERO TALES-（2007年、製作統括）
- シゴフミ（2008年、企画）
- Mnemosyne-ムネモシュネの娘たち-（2008年、企画）
- モノクローム・ファクター（2008年、企画）
- のだめカンタービレ 巴里編（2008年、製作）
- まりあ†ほりっく（2009年、企画）
- Phantom 〜Requiem for the Phantom〜（2009年、企画）
- のだめカンタービレ フィナーレ（2010年、製作）
- ダンス イン ザ ヴァンパイアバンド（2010年、企画）
- オオカミさんと七人の仲間たち（2010年、企画）
- まりあ†ほりっく あらいぶ（2011年、企画）
- あの夏で待ってる（2012年、企画）
- アクセル・ワールド（2012年、企画）
- ソードアート・オンライン（2012年、企画）
- イクシオン サーガ DT（2012年、企画）
- さくら荘のペットな彼女（2012年、企画）
- きんいろモザイク（2013年、企画）
- ゴールデンタイム（2013年、企画）
- 世界でいちばん強くなりたい!（2013年、企画）
- 機巧少女は傷つかない（2013年、企画）
- そにアニ -SUPER SONICO THE ANIMATION-（2014年、企画）
- ウィザード・バリスターズ 弁魔士セシル（2014年、企画）
- ソードアート・オンラインII（2014年、企画）
- ダンジョンに出会いを求めるのは間違っているだろうか（2015年、企画）
- ハロー!!きんいろモザイク（2015年、企画）
- GATE 自衛隊 彼の地にて、斯く戦えり（2015年、企画）
- 下ネタという概念が存在しない退屈な世界（2015年、企画）
- モンスター娘のいる日常（2015年、製作）
- 監獄学園（2015年、企画）
- 魔法少女育成計画（2016年、企画）

#### OVA
- バトルアスリーテス大運動会（1997年、企画）
- 菜々子解体診書（1999年、企画）
- エイリアン9（2001年、共同プロデューサー）
- エイケン エイケンヴより愛をこめて（2003年、企画）

#### 雑誌
- アニメビジエンス（2013 - 2018年、編集発行人）

## メディア出演
- X年後の関係者たち〜あのムーブメントの舞台裏〜 #35「機動警察パトレイバー」（2023年3月7日、BS-TBS）[9]

## 関連人物
- 大月俊倫
- 丸山正雄
- 大澤信博